# بخش د گوامین
بخش د گوامین (به اسپانیایی: Partido de Guaminí) یک منطقهٔ مسکونی در آرژانتین است که در استان بوئنوس آیرس واقع شده‌است. بخش د گوامین ۴٬۸۴۰ کیلومتر مربع مساحت و ۱۱٬۲۵۷ نفر جمعیت دارد.